# Nyctemera albinotica
Nyctemera albinotica är en fjärilsart som beskrevs av Embrik Strand 1909. Nyctemera albinotica ingår i släktet Nyctemera och familjen björnspinnare. Inga underarter finns listade i Catalogue of Life.